# Perestrojka
Perestrojka (fil) (ryska: перестройка, svenska: ombyggnad) är den gemensamma termen för de reformer och den nya ideologin som används för att beskriva de stora förändringarna i de ekonomiska och politiska strukturerna under Sovjetunionens sista tid.

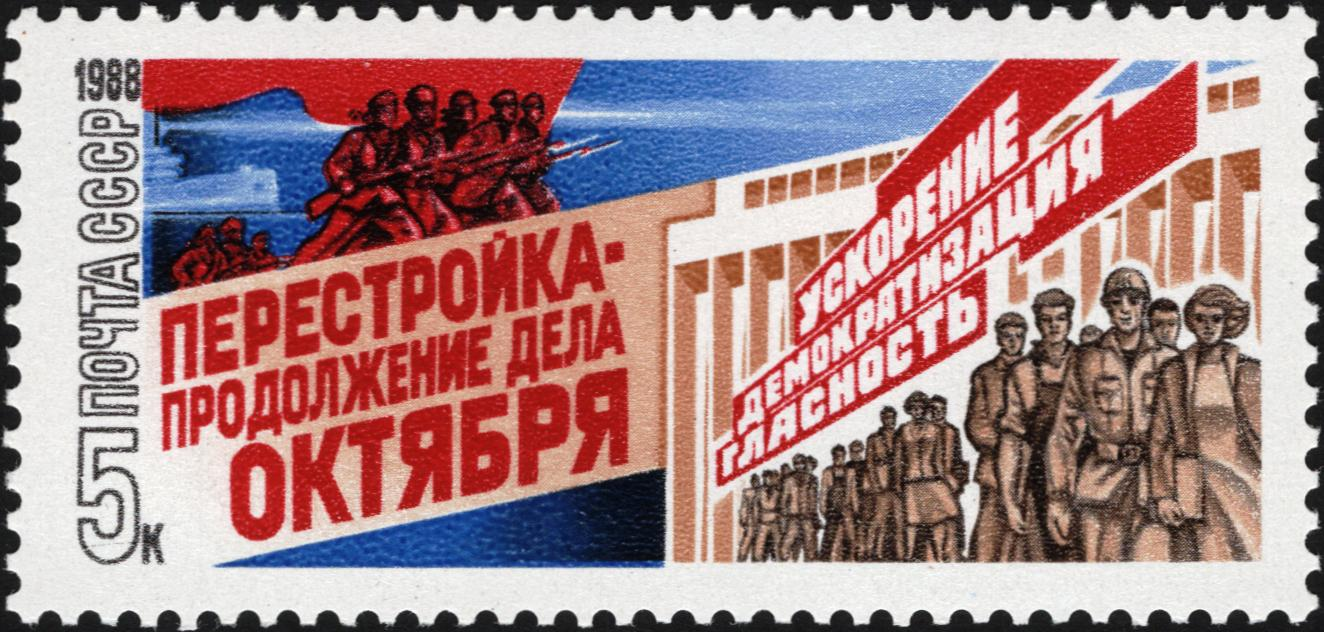

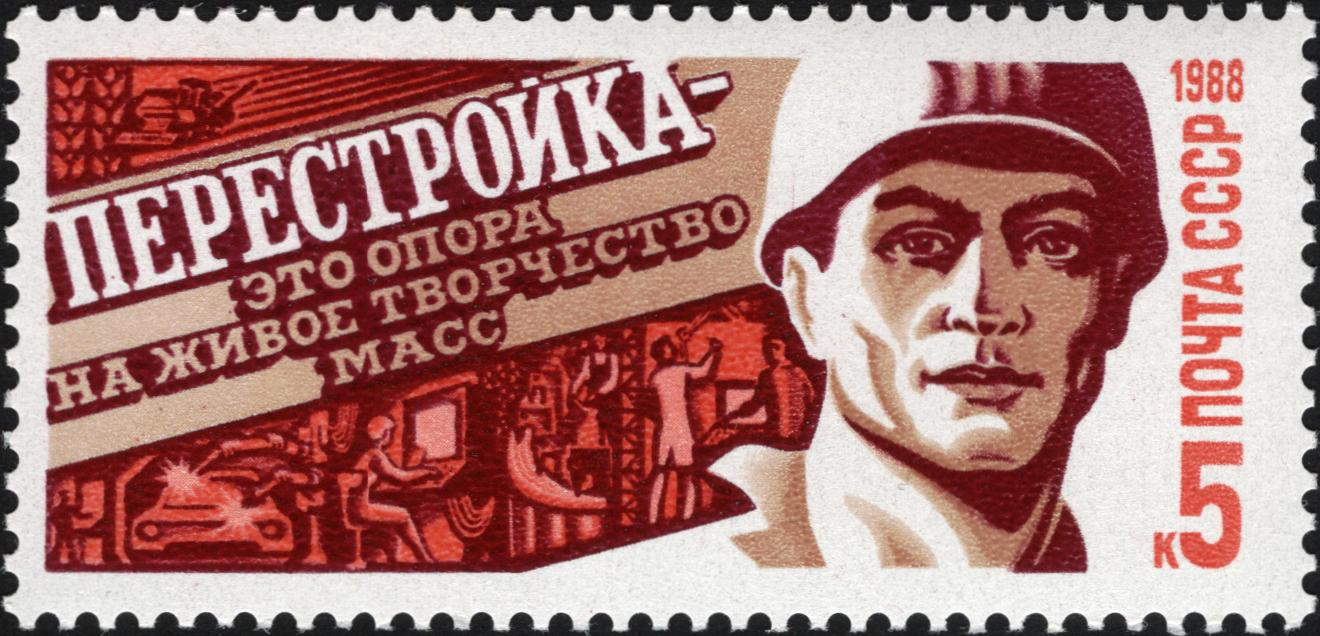
Frimärken från år 1988.

Reformerna hade utvecklats på begäran av sovjetiska kommunistpartiets centralkommittés politbyrå och dess generalsekreterare Jurij Andropov mellan 1982 och 1984. Begreppet är brett förknippat med efterföljande generalsekreterare Michail Gorbatjov som var den som sedan presenterade reformförslagen år 1985. De antogs och inleddes av centralkommittén två år senare.  Under perestrojkan introducerades fria och hemliga val inom partiet, med flera kandidater att välja mellan. De första försöken att införa marknadsekonomi gjordes också. Perestrojka tas ofta upp som en anledning till kommunismens fall i Sovjetunionen och Östblocket, och slutet på Kalla kriget. Partiets avsikt var att öka den ekonomiska friheten i Sovjetunionen.

## Etymologi
Den ursprungliga frasen är egentligen "reformera oss", "rekonstruera oss" (ryska: перестраиваться) från 1985, vilken media gjort om till begreppet perestrojka, omstrukturering, ombyggnad. Gorbatjovs hela mening var ..."Kamrater, det är uppenbart att vi alla behöver rekonstruera oss. Var och en"... Historikern VP Danilov konstaterar att ..."i det samtida språket innebär detta begrepp inte radikala förändringar"...